# Lindolfo Delgado
Lindolfo Delgado Garza (Linares, Nuevo León, México, 31 de diciembre de 1994) es un atleta mexicano, especializado en boxeo. Compite dentro del peso ligero . Formó parte de la selección mexicana en los Juegos Olímpicos de Río de Janeiro 2016.
Estudió boxeo desde niño en Cuba. Después estudió Administración de Empresas en el ITESM.

## Carrera deportiva
Inició carrera en 2004. En el Campeonato Mundial de Boxeo Aficionado de 2013 llegó a la segunda ronda eliminatoria. En los XXII Juegos Centroamericanos y del Caribe de 2014 ganó medalla de plata. En los Juegos Panamericanos de 2015 obtuvo presea de plata al ser vencido por el cubano Lázaro Álvarez.

### Juegos Olímpicos de Río de Janeiro 2016
Fue vencido en la ronda eliminatoria por el italiano Carmine Tommassone por decisión de los jueces del combate.

### Vida personal
El 30 de julio de 2017 durante los festejos de las Fiestas de Villaseca (Feria Anual), recibió la presea denominada "Tambora de Villaseca" (máximo reconocimiento para las personas ilustres del municipio), otorgada por el Ing. Fernando Adame Doria, presidente municipal de Linares, de donde es originario, por su gran trayectoria deportiva, y por representar al municipio y México en el marco de los Juegos Olímpicos de Río de Janeiro de 2016, así como el inicio de su carrera profesional.